# Metallyra tuberculata
Metallyra tuberculata là một loài bọ cánh cứng trong họ Cerambycidae.